# Catherine Ryan Hyde
Catherine Ryan Hyde (n. 17 aprilie 1955, Buffalo, New York, SUA) este o romancieră și scriitoare de povestiri americane. Romanele sale s-au bucurat de statutul de bestseller atât în SUA, cât și în Marea Britanie, iar nuvelele ei au câștigat numeroase premii și onoruri. Cartea ei Pay It Forward a fost adaptată într-un film, iar romanul ei Electric God este în prezent în curs de dezvoltare.
Lucrările literare ale lui Hyde sunt, în general, explorări optimiste ale oamenilor obișnuiți, personaje care sunt tulburate care se recuperează după dificultăți sau abuzuri din trecut. Multe călătorii prezintă paralele cu unele dintre călătoriile ei, viața în New York. Scrierile și activitățile lui Hyde abordează aspecte precum alcoolismul, LGBT, probleme legate de serviciile sociale etc.

## Biografie
Catherine Ryan Hyde s-a născut într-o familie de scriitori și a trăit în primii ani de viață în zona Buffalo, New York, o influență care se repetă adesea în opera ei ca un cadru pentru o parte sau întregul arc al poveștii. Ea atribuie trecerea ei de la „ultimul copil ales” pentru a deveni scriitor unui profesor preferat, Lenny Horowitz, care a murit ulterior de cancer la ficat. După absolvirea liceului la vârsta de 17 ani, Hyde a lucrat la multe locuri de muncă, cum ar fi antrenor de câini, ghid turistic la castelul Hearst și lucrul într-o brutărie înainte de a se dedica să devină scriitor cu normă întreagă la începutul anului 1980.
După s-a mutat la cross country în zona Los Angeles, în prezent locuiește și scrie bloguri de acasă și din zonele din jurul Cambria, California.

## Activități notabile
A participat la comisia de ficțiune din 1998 a Comisiei pentru Arte din Arizona și la redacția revistei Santa Barbara Review și Central Coast Magazine. Ea predă ateliere la conferințele Santa Barbara, La Jolla și Central Coast Writers.
Este fondatoare și fost președinte al Fundației Pay It Forward. Ca vorbitor public profesionist, ea s-a adresat Conferinței Naționale privind Educația, vorbită de două ori la Universitatea Cornell, s-a întâlnit cu membrii Americorps la Casa Albă și a împărtășit un podium cu Bill Clinton.